# Strana (právo)
Stranou se v právu označuje:
- ten, kdo se účastní dvou- či vícestranného právního jednání (např. smluvní strana, tzv. kontrahent)
- strana žalobce nebo žalovaného ve sporném řízení před soudem (tzv. procesní strana)

Od pojmu strana je třeba odlišovat účastníka řízení, kterým je vždy jedna procesně způsobilá osoba a může jich být tak na jedné procesní straně více (§ 91 odst. 2 občanského soudního řádu); vystupují také v nesporných řízeních.